# Kerstin M. Lundberg
Kerstin Margareta Lundberg, känd som Kerstin M. Lundberg, född 12 september 1942 i Solna församling i Stockholms län, är en svensk radiojournalist. 
Lundberg är dotter till disponenten Knut Lundberg och Greta, född Brasch. Hon var tonårsskribent i Idun 1959–1962, frilansjournalist vid Sveriges Radio 1958–1967 och producent för litteraturprogram vid Riksradions kulturredaktion från 1967. Hon blev fil. kand. vid Stockholms universitet 1970 och blev redaktionssekreterare och ställföreträdande redaktionschef vid Kulturradion 1984. 1973–1984 var hon ledamot av Svenska PEN-klubbens styrelse.
Hon arbetade vid Sveriges Radio i drygt 50 år, i huvudsak som kulturjournalist. Hon var den som tillsammans med Monica Lauritzen instiftade Sveriges Radios Romanpris och vid sin pensionering fick hon också ett kulturpris uppkallat efter sig, Kerstin M Lundberg-priset, som sedan 2010 utdelas den 15 juni varje år.
Kerstin M. Lundberg gifte sig 1975 med författaren Per Agne Erkelius (1935–2010).

## Priser och utmärkelser
- 1986 – Axel Liffner-stipendiet
- 1999 – Samfundet De Nios Särskilda pris